# Magyar Íróválogatott

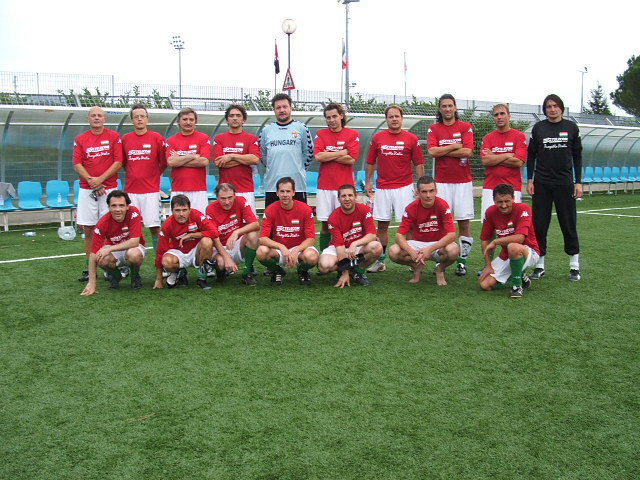
A Magyar Íróválogatott Firenzében 2006 szeptemberében

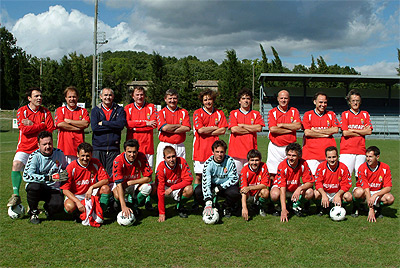
A csapat 2005-ben

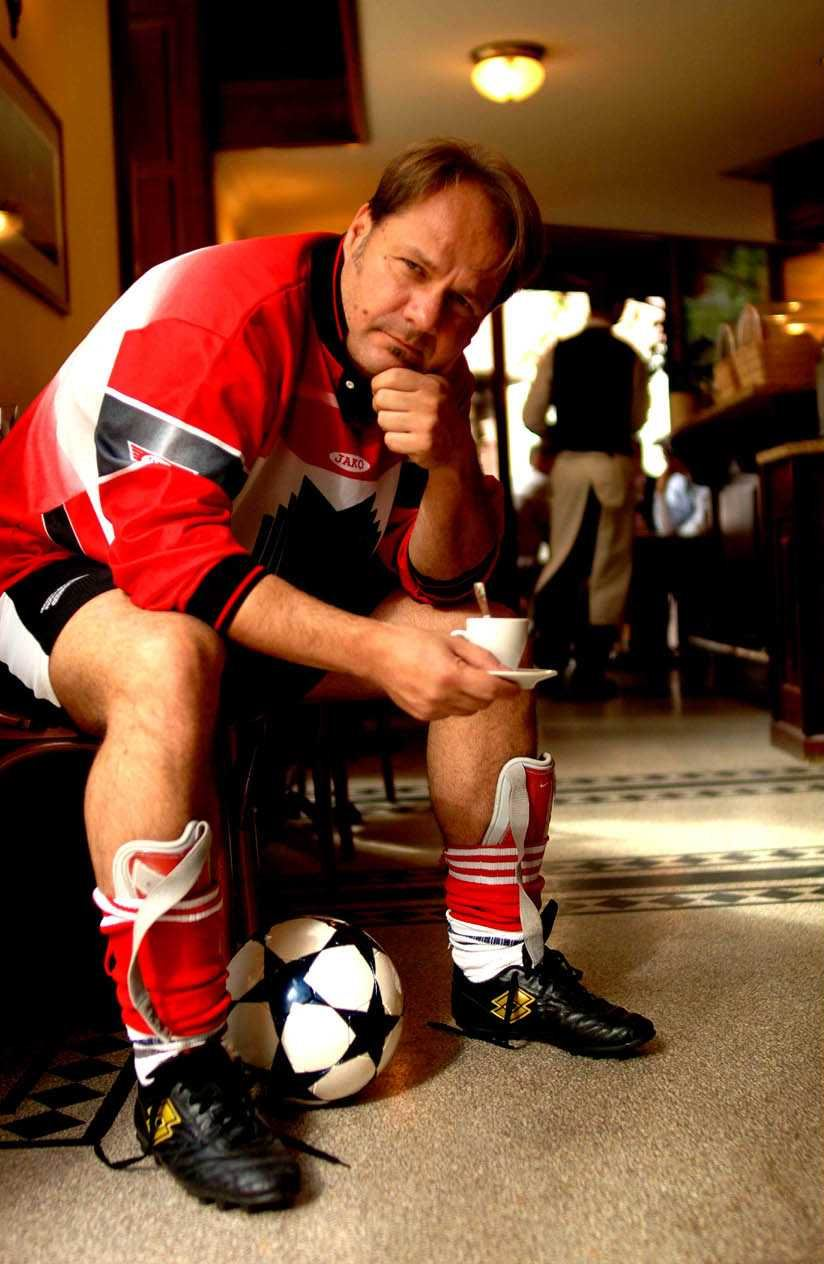
Kőrösi Zoltán az Íróválogatott tagjaként

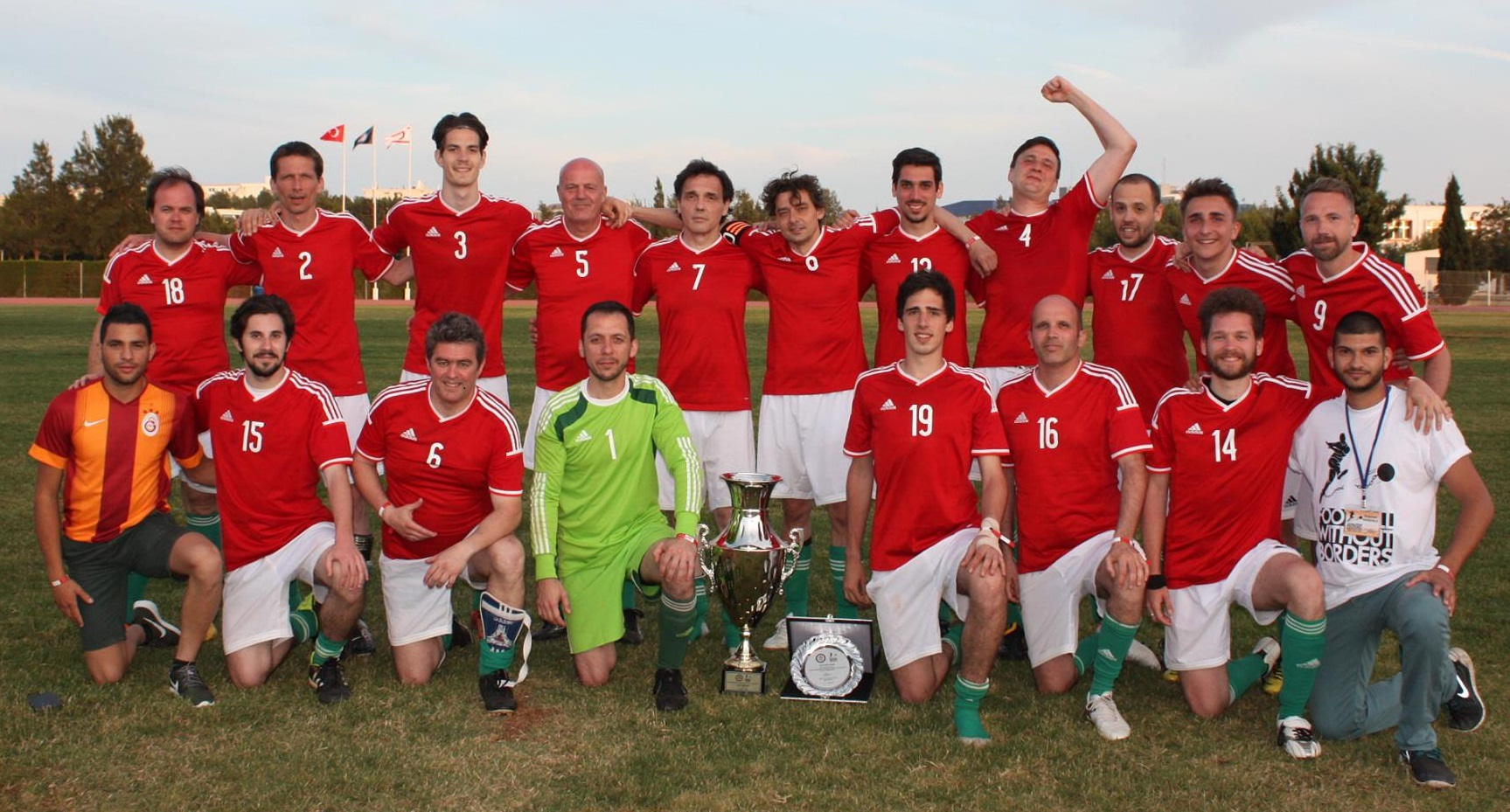
A Magyar Íróválogatott Észak-Cipruson 2016 májusában

A Magyar Íróválogatott a kortárs magyar irodalmi élet sportkedvelő írótagjainak futballcsapata.

## Története
1993-ban alakult azzal a céllal, hogy összekapcsolja a sport- és irodalomszerető embereket. A szórakoztatás és a komoly irodalom eddig eltérő módon működött együtt, most ötvöződött a válogatott létrehozásában. Eleinte csupán csak alkalmanként játszottak együtt, de mára már szervezett formát öltött ez a sporttevékenység. Az első időkben a mérkőzések nem mindig feleltek meg a szabályoknak, mert az ellenfél csapatai sem tették ki a megfelelő létszámot. De a későbbiekben már a kispályás labdarúgás szabályai szerint játszottak (vagyis hat játékos és közülük egy kapus), később nagypályán is megmutatták az erejüket és külföldi sikereket is arattak.

## Tagjai
- 1993 és 2008 között játszott játékosok: Avar Pál, Ágoston Zoltán, Balázs Attila, Bohár András, Burger Barna, Csaplár Vilmos, Darvasi László, Egressy Zoltán, Esterházy Péter, Farkas Zsolt, Garaczi László, Gazdag József, Gyukics Gábor, Gyurgyák János, Hamvai Kornél, Kemény István, Kornitzer László, Kőrösi Zoltán, Kukorelly Endre, Mélyi József, Mile Lajos, M. Nagy Miklós, Németh Gábor, Sajó László, Sári László, Sebők Marcell, Solymosi Bálint, Szijj Ferenc, Takáts József, Turczi István, Vargyas Zoltán, Virág Gábor, Wirth Imre, Zeke Gyula, Zilahy Péter.
- A 2008-as Eb-bajnoki Magyar Íróválogatott összeállítása:[1] Zilahy Péter (csapatkapitány), csatár, gólkirály, Balázs Attila (kapus), Sziráki András (kapus), Ágoston Zoltán (középpálya), Berka Attila (hátvéd), Bíró László (liberó), Darvasi László (középpálya), Egressy Zoltán (középpálya), Fónagy Zoltán (hátvéd), Goretity József, Gyurgyák János (középpálya), Kukorelly Endre (középpálya), Mélyi József (hátvéd), Mészáros Ábel (csatár), Sajó László (csatár), Szabó László Zsolt (hátvéd), Wirth Imre (hátvéd).
- A 2016-os világbajnok Magyar Íróválogatott összeállítása:[2] Belányi József (kapus), Benedek Szabolcs, Benkő Gábor, Berka Attila, Bíró Dénes, Bíró László, Bod Péter, Farkas Zsolt, Hajtós Bertalan, Imre Ábris, Keresztury Márton, Kukorelly Endre, Majtényi György, Melecsky Kristóf, Moldován Lucifer, Nagy Dániel, Sárközi Richárd, Zilahy Péter.

## Mérkőzések
- Tokaji Írótábor, 1993. augusztus 14.: Írók – Tokaj SC 2–6

Góllövő: Kőrösi Zoltán, Kukorelly Endre.
Csapat: Kőrösi Zoltán, Szirák Péter, Turczi István, Csaplár Vilmos, Kukorelly Endre.
- Die (Franciaország), 1996. szeptember 23.: Írók – Die Festival 10–2 (2–1)

Góllövő: Farkas Zsolt, Esterházy Péter, Garaczi László, Kukorelly Endre (2.), Garaczi László (öngól).
Csapat: Esterházy Péter, Farkas Zsolt, Garaczi László, Kukorelly Endre, Zeke Gyula.